# Терис (река)
Терис (каз. Теріс) — река в Жуалынском районе Жамбылской области Казахстана. Общая длина 51 км, акватория 485 км².
Старое название реки Терис — Минбулак. Об этом свидетельствует китайский путешественник, монах Сюаньцзан.
Слово Терис означает «текущая вспять».

## Географическое положение
Река имеет два притока длиной более 20 км и десяток более малых. Питание — снег, осадки и подземные воды. Ширина оврага составляет 60-110 м, на равнине 300—450 м. Река используется для орошения полей. На побережьях имеет луки.
Река берёт начало с юго-восточного склона хребта Каратау и течёт на юг, юго-восток, восток. Сливаясь с рекой Кюркюрео-Суу образует реку Асы.

## Исторические факты
- В месте слияния рек Ащибулак и Терис (Жуалинский район Жамбылской области) проходил монгольский курултай 1223 года, на котором Чингисхан разделил свою империю между старшими сыновьями.

## Фотогалерея

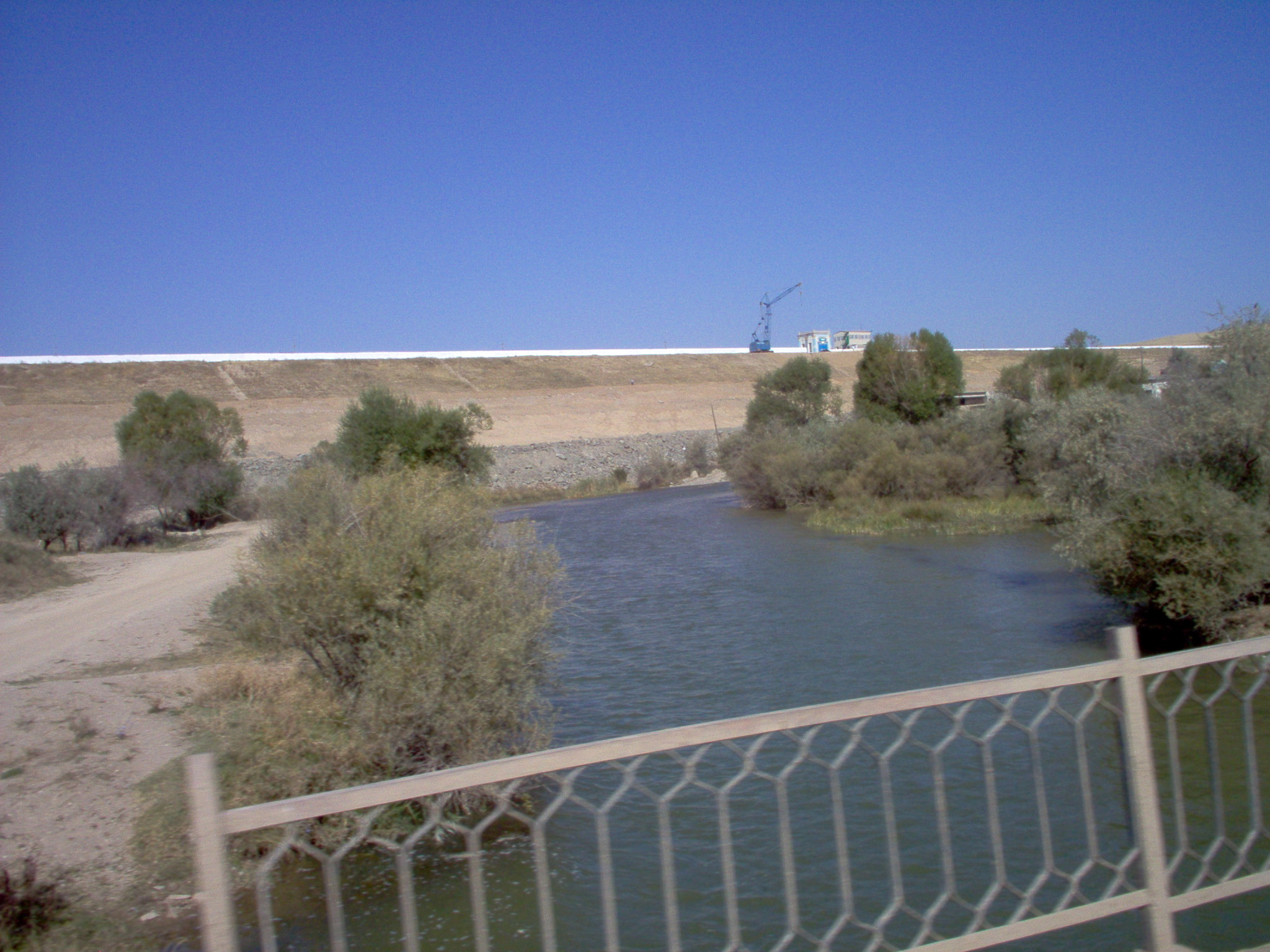
Выход р.Терис из водохранилища
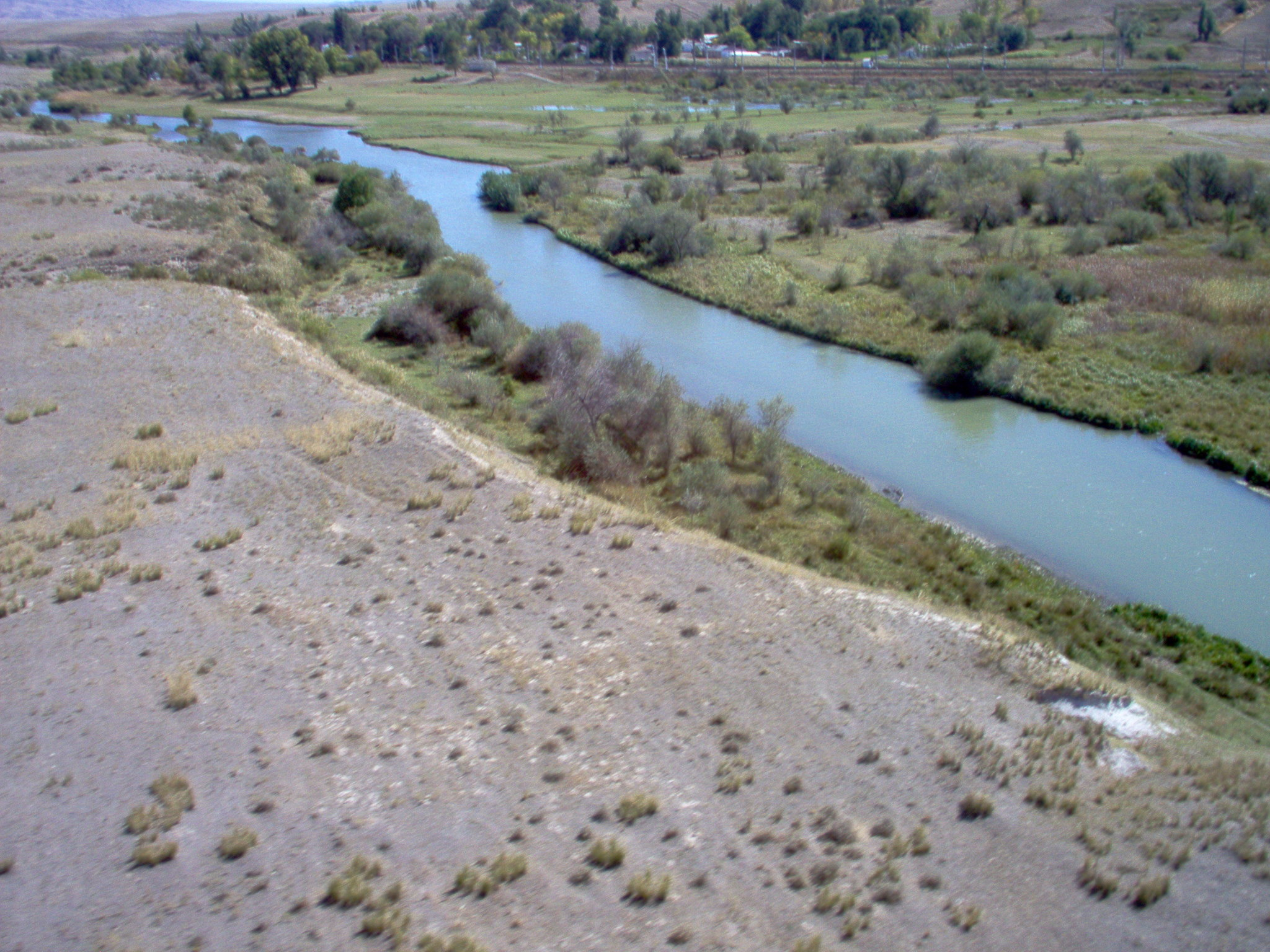
река Терис